# K-pop Hot 100
Korea K-Pop Hot 100 é uma parada publicada semanalmente pela Billboard Coreia que lista além das canções coreanas a dos Estados Unidos.